# Krabbelgruppe
Das Wort Krabbelgruppe wird mit verschiedenen Bedeutungen verwendet.
Als Krabbelgruppen werden Kleinkind-Gruppen  bezeichnet, die von Kindern und Eltern gemeinsam besucht werden. Familienorientierte Kinder- und Jugendfreizeiteinrichtungen, Bürgerhäuser, Kirchengemeinden oder medizinische Einrichtungen bieten solche Angebote an, zum Teil mit besonderen konzeptionellen Schwerpunkten (Bewegung, Singen etc.). Einige Bekanntheit haben sog. PEKiP-Gruppen erlangt. Hauptsächlich sollen sie den Kindern entwicklungsfördernde Angebote bieten. Daneben dienen sie auch der Förderung sozialer Kontakte von Kindern und Eltern untereinander und geben den Eltern Anregungen für ihren Umgang mit den Kindern.    
Zum anderen werden als Krabbelgruppe, auch Krabbelstube, Einrichtungen der Kindertagesbetreuung mit Kindern im Alter von ein bis drei Jahren bezeichnet, die von Erziehern geleitet werden. Die Eltern sind hier nur in der Phase der Eingewöhnung (siehe Frühpädagogik) anwesend.
Diese Gruppen sind häufig anderen Einrichtungen der Kindertagesbetreuung (wie zum Beispiel Kindergärten) angegliedert.
Mitunter wird der Begriff Krabbelgruppe aber auch verwendet, um sich von dem zum Teil als negativ belegt empfundenen Begriff Kinderkrippe abzugrenzen. 
Während noch in West-Deutschland die Auffassung vorherrschte, Kleinkinder gehörten zur Mutter und Gruppenbetreuung durch Erzieher sei für die kindliche Entwicklung schädlich, setzen sich zunehmend andere Auffassungen durch. Durch internationale Erfahrungen und im Zuge der deutschen Wiedervereinigung, aber auch durch Forschungsergebnisse (in Deutschland zum Beispiel L. Ahnert) unterstützt, ist die Fachmeinung heute, dass die positiven wie auch negativen Aspekte der Kleinkindgruppenbetreuung von der Qualität des Betreuungsangebots abhängen. Das Angebot an Plätzen für Kinder unter drei Jahren wird nunmehr ausgebaut. Hiermit soll eine bessere Vereinbarkeit von Familie und Beruf erreicht werden. Zum anderen werden positive Auswirkungen auf die Fertilitätsrate und die Verbesserung der Bildungschancen für die Kinder erwartet (siehe Frühe Bildung).